# Epiphellia anneae
Epiphellia anneae är en havsanemonart som beskrevs av Oscar Henrik Carlgren 1950. Epiphellia anneae ingår i släktet Epiphellia och familjen Isophelliidae. Inga underarter finns listade i Catalogue of Life.